# Rhys McCabe
Rhys McCabe (Polbeth, 24 luglio 1992) è un calciatore scozzese, centrocampista e allenatore dell'Airdrieonians.

## Carriera

### Club

#### Rangers
McCabe giocò nella formazione Under-19 dei Rangers, con cui si aggiudicò anche la Scottish Youth Cup 2010-2011. A luglio 2011 debuttò in prima squadra, partendo dalla panchina nel corso della sfida amichevole contro il Blackpool. Fu poi impiegato anche nelle sfide amichevoli contro Liverpool e Amburgo. A dicembre 2011, rinnovò il contratto che lo legava ai Rangers fino al 2015. In quella stagione, si accomodò in panchina in 9 occasioni, nel corso del campionato; il 3 marzo 2012 poté però esordire nella massima divisione scozzese, schierato titolare nella sconfitta casalinga per 1-2 contro gli Hearts. Il 25 marzo disputò il suo primo Old Firm contro il Celtic, contribuendo alla vittoria per 3-2 della sua squadra.
Visti i crescenti problemi finanziari dei Rangers, Charles Green costituì una nuova società, che avrebbe dovuto chiamarsi The Rangers Football Club. McCabe rifiutò però di trasferire il suo contratto nella nuova membership, liberandosi così a parametro zero.

#### Sheffield Weds
McCabe firmò così un contratto con lo Sheffield Wednesday. L'11 ottobre 2012, fu reso noto che la società inglese raggiunse un accordo con i Rangers, riconoscendo loro una certa somma.

### Nazionale
Il 6 settembre 2012, McCabe fu schierato titolare nella vittoria per 3-0 della Scozia under 21 sul Lussemburgo under 21, in una sfida valida per le qualificazioni al campionato europeo Under-21 2013.

## Statistiche

### Presenze e reti nei club
Statistiche aggiornate al 30 agosto 2013.
| Stagione              | Club                  | Campionato            | Campionato | Campionato | Coppe nazionali | Coppe nazionali | Coppe nazionali | Coppe continentali | Coppe continentali | Coppe continentali | Supercoppe | Supercoppe | Supercoppe | Totale | Totale |
| Stagione              | Club                  | Comp                  | Pres       | Reti       | Comp            | Pres            | Reti            | Comp               | Pres               | Reti               | Comp       | Pres       | Reti       | Pres   | Reti   |
| --------------------- | --------------------- | --------------------- | ---------- | ---------- | --------------- | --------------- | --------------- | ------------------ | ------------------ | ------------------ | ---------- | ---------- | ---------- | ------ | ------ |
| 2011-2012             | Rangers               | SPL                   | 9          | 0          | SC+CdL          | 0               | 0               | UCL+UEL            | 0                  | 0                  | -          | -          | -          | 9      | 0      |
| 2012-2013             | Sheffield Weds        | FLC                   | 22         | 1          | FACup+CdL       | 1+0             | 0               | -                  | -                  | -                  | -          | -          | -          | 23     | 1      |
| 2013-2014             | Sheffield Weds        | FLC                   | 1          | 0          | FACup+CdL       | 0+1             | 0+1             | -                  | -                  | -                  | -          | -          | -          | 2      | 1      |
| Totale Sheffield Weds | Totale Sheffield Weds | Totale Sheffield Weds | 23         | 1          |                 | 2               | 1               |                    | -                  | -                  |            | -          | -          | 25     | 2      |
| Totale                | Totale                | Totale                | 32         | 1          |                 | 2               | 1               |                    | -                  | -                  |            | -          | -          | 34     | 2      |

## Palmarès

### Giocatore

#### Competizioni nazionali
- Scottish Challenge Cup: 1

Airdrieonians: 2023-2024

### Allenatore

#### Competizioni nazionali
- Scottish Challenge Cup: 1

Airdrieonians: 2023-2024